# Dries De Bondt
Dries De Bondt (Bornem, 4 de julho de 1991) é um ciclista belga, membro da equipa Alpecin-Fenix.

## Palmarés
2015
- Grande Prêmio Stad Sint-Niklaas

2016
- 1 etapa da Ronde de l'Oise
- Halle-Ingooigem

2019
- Halle-Ingooigem
- Memorial Rik Van Steenbergen

2020
- 1 etapa da Estrela de Bessèges